# 格朗德特爾島 (新喀里多尼亞)
格朗德特爾島（法語：Grande Terre，發音：[ɡʁɑ̃d tɛʁ]）是法國海外集體新喀里多尼亞的主島，面積16,372平方公里，是法國第一大島。1853年被法蘭西第二帝國併吞，成為流放地，現今人口268,000人。

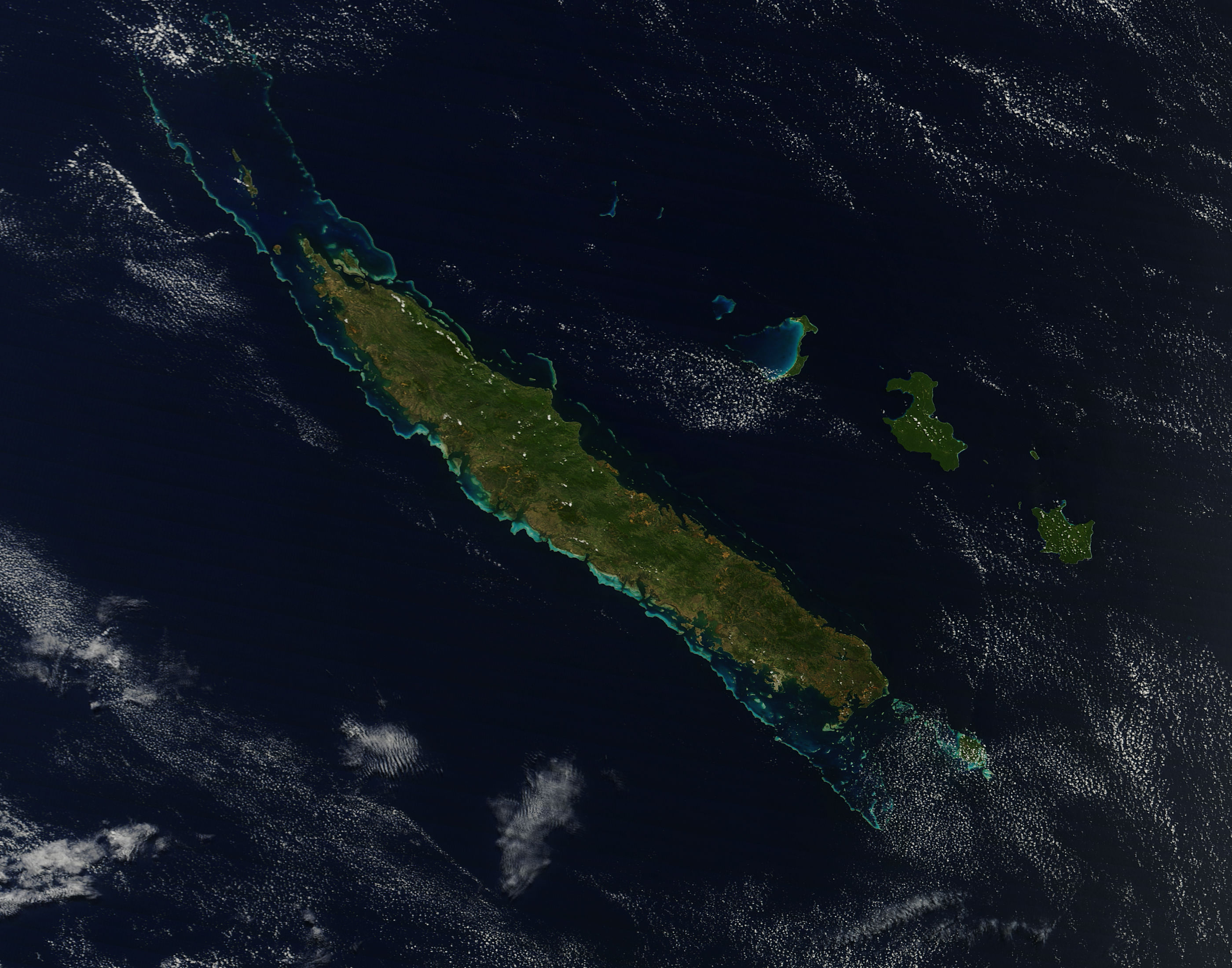
格朗德特爾島